# Parafia Podwyższenia Krzyża Świętego w Kłodzku

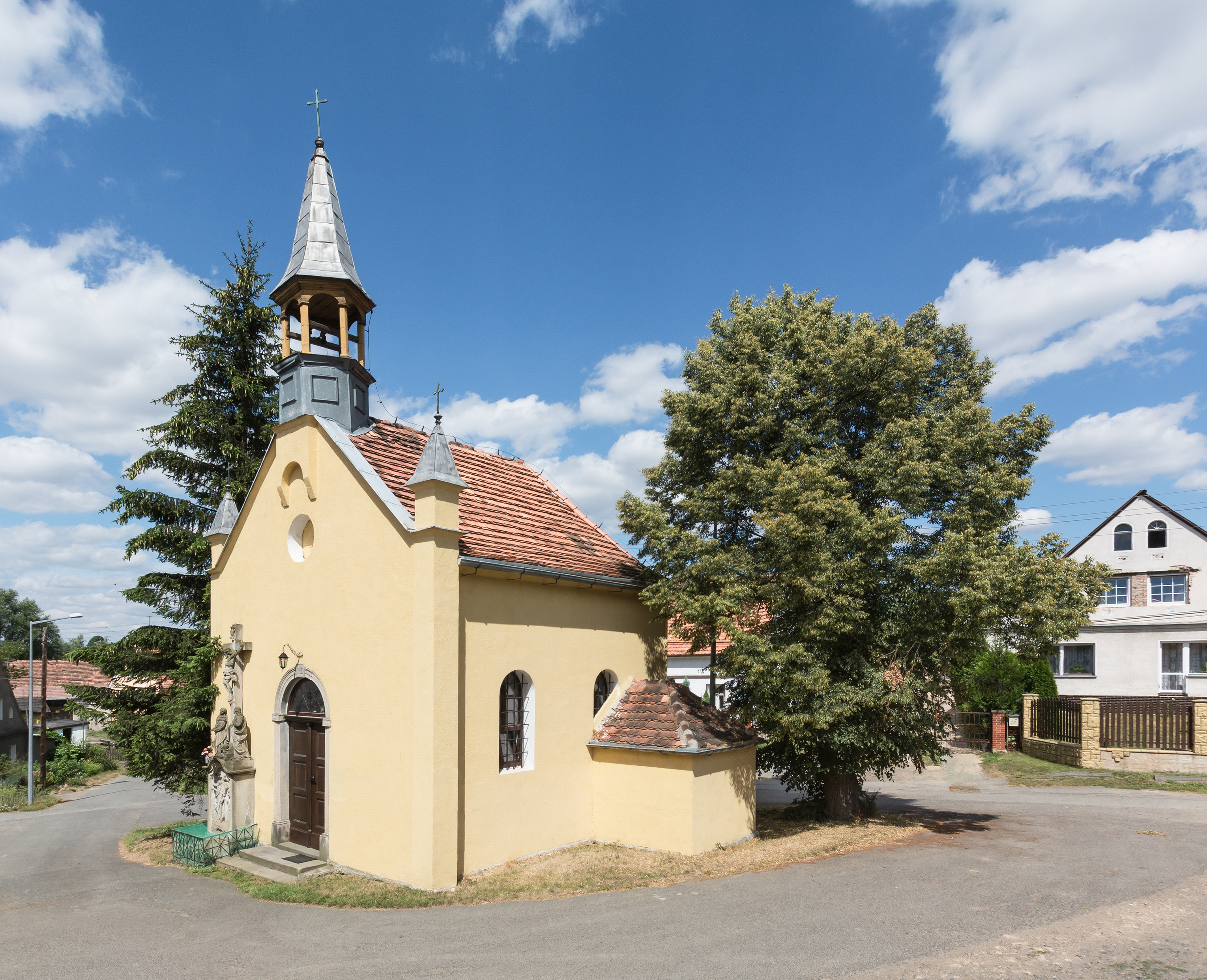
Kościół filialny Macierzyństwa NMP

Parafia Podwyższenia Krzyża Świętego w Kłodzku – rzymskokatolicka parafia położona w metropolii wrocławskiej, diecezji świdnickiej w dekanacie kłodzkim.

## Kościół parafialny
Główną świątynią parafialną jest kościół pod wezwaniem Podwyższenia Krzyża Świętego, położony w zachodniej części Kłodzka, przy ul. kard. Stefana Wyszyńskiego, na terenie największego w mieście wielkopłytowego osiedla im. Leona Kruczkowskiego. Na terenie parafii znajduje się również kościół filialny w Zagórzu pw. Macierzyństwa NMP.

## Charakterystyka
Parafia obejmuje swoim zasięgiem następujące ulice: Bohaterów Getta (parzyste numery), Dąbrówki, Dusznicka, Gościnna, Hołdu Pruskiego, Jana Pawła II, Korczaka, Kościuszki (parzyste numery), Lisią, Partyzantów, Rodzinną, Stefana Kardynała Wyszyńskiego, Spółdzielczą, Targową, Wielisławską, Wiosenną, Wolności, Anny Zelenay, Zagórze.

## Historia parafii
W latach 70. XX w. rozpoczęto budowę największego osiedla w Kłodzku, w którym miało zamieszkać blisko 10 tys. ludzi. W ciągu kilku lat zamieszkało na nim kilka tysięcy ludzi, powstały pierwsze punktowce i klatkowiec. Z inicjatywą budowy nowego kościoła wystąpili mieszkańcy ul. Rodzinnej. Sprawę popierał ówczesny proboszcz parafii Wniebowzięcia NMP ks. Bronisław Jeleń. Prowadzenie budowy wrocławska kuria zleciła ks. Ryszardowi Dominikowi. Projekt architektoniczny wykonał mgr inż. Andrzej Weber, a po jego śmierci projekt autoryzował mgr inż. Andrzej Sankowski.
Władze kościelne jako teren pod budowę kościoła proponowały środkową działkę budowlaną na osiedlu na rogu ulic: Hołdu Pruskiego i Rodzinnej. Obecny zespół kościelny wzniesiono na miejscu projektowanej krytej pływalni.
Po wyrażeniu zgody na budowę kościoła przez Kurię Metropolitalną we Wrocławiu, władze państwowe wydały zgodę na budowę ośrodka katechetyczno-duszpasterskiego, który miały tworzyć: sala katechetyczna i sala wielofunkcyjną, która potem została zaadaptowana wobec braku funduszy na budowę właściwego kościoła na kaplicę mszalną. Zaczęto ją budować w 1982 i oddano ją do użytku na Boże Narodzenie tego samego roku.
W 1982 została erygowana parafia pw. Podwyższenia Krzyża Świętego. Pomimo trudności wynikających ze stanu wojennego, parafia normalnie funkcjonowała. W 1983 wybudowano blok katechetyczny, a w latach 1984–1988 obiekty administracyjno-mieszkalne.
W kwietniu 1997 rozpoczęto długo odwlekaną budowę kościoła. Kardynał Henryk Gulbinowicz nadał powstającej świątyni tytuł: Kościół-Wotum Jubileuszu Dwutysiąclecia Narodzin Pana Jezusa. Kościół został oddany do użytku w stanie surowym w 2000, a przez następny rok trwała adaptacja wnętrza, finansowana m.in. z ofiar parafian (np. witraże).

## Proboszczowie[4]
| lp. | Lata urzędowania | Imię i nazwisko                        | Informacje dodatkowe |
| --- | ---------------- | -------------------------------------- | --- |
| 1   | 1982–2009        | ks. prałat Ryszard Dominik (1938–2010) | kanonik gremialny Kapituły Kolegiackiej Świętego Krzyża we Wrocławiu, od 18 maja 2009 prałat; przeszedł na emeryturę w czerwcu 2009. Zmarł 31 stycznia 2010. |
| 2   | 2009–2022        | ks. kanonik Julian Rafałko             | wikariusz w parafiach wrocławskich, kapelan w Szpitalu Wojewódzkim we Wrocławiu przy pl. Jana Pawła II, w latach 2005–2009 prefekt Wyższego Seminarium Duchownego w Świdnicy, od 2006 kanonik z rokietą i mantoletem, od 2016 prepozyt Kapituły Kolegiackiej Wniebowzięcia NMP i Świętego Franciszka Ksawerego w Kłodzku. Od 2022 proboszcz parafii św. Barbary w Nowej Rudzie-Drogosławiu. |
| 3   | od 2022          | ks. kanonik Stanisław Kasztelan        | Wikariusz w Lubinie, Wambierzycach i Kudowie-Czermnej. W 2006 objął probostwo w parafii Świętych Apostołów Piotra i Pawła w Srebrnej Górze. Proboszcz parafii św. Barbary w Nowej Rudzie-Drogosławiu 2015–2022. |

## Grupy parafialne
Żywy Różaniec, Oddział Caritas, Liturgiczna Służba Ołtarza.